# 蒙蒂尼冰川
71°5′S 163°24′E / 71.083°S 163.400°E
蒙蒂尼冰川是南極洲的冰川，位於維多利亞地的彭內爾海岸，處於鮑爾斯山脈，與歐文冰川匯流，美國地質調查局根據測量和該國海軍的空中照片繪入地圖。